# Raiders of the Lost Ark
Raiders of the Lost Ark (titulada En busca del arca perdida en España e Indiana Jones y los cazadores del arca perdida en Hispanoamérica) es una película dirigida por Steven Spielberg y producida por George Lucas, y estrenada en 1981. Se trata de la primera película estrenada de la serie Indiana Jones, aunque es la segunda en la cronología del personaje. La trama describe la búsqueda del Arca de la Alianza por los nazis y los esfuerzos del arqueólogo Indiana Jones para evitarlo.
Lawrence Kasdan escribió el guion tras reunirse con Spielberg y George Lucas durante cuatro días en los que definieron los principales elementos de la trama. El reparto principal estuvo integrado por Harrison Ford, Karen Allen, Paul Freeman, John Rhys-Davies y Denholm Elliott; el rodaje se llevó a cabo en Inglaterra, La Rochelle, Túnez, Hawái y California.
Tras su estreno el 12 de junio de 1981, Raiders of the Lost Ark se situó como la película con mayores ganancias del año y desde entonces es considerada como una de las películas con las mayores recaudaciones de todos los tiempos. El éxito conseguido por la cinta, tanto a nivel crítico como popular, derivó en la producción y lanzamiento de cuatro películas más acerca del aventurero: Indiana Jones and the Temple of Doom, Indiana Jones y la última cruzada, Indiana Jones y el reino de la calavera de cristal e Indiana Jones y el dial del destino, que constituyen una de las series de aventuras más reconocidas en la historia del cine reciente. Obtuvo cinco premios Óscar, de un total de nueve candidaturas, y en 2008 la revista Empire la ubicó en el segundo puesto de su lista de las «500 mejores películas de todos los tiempos».

## Argumento

### Sinopsis
En 1936 el arqueólogo estadounidense Indiana Jones viaja a un templo peruano para recuperar una estatuilla, sin embargo es interceptado por René Belloq, un colega con quien tiene una rivalidad. Tras una persecución por integrantes de una tribu salvaje, Belloq se hace con la estatuilla y Jones escapa a bordo de un hidroavión. De vuelta en Estados Unidos, un par de agentes de inteligencia del ejército le informan a Jones que, al interceptar unos telegramas nazis, se percataron de que las fuerzas alemanas se encuentran excavando en algún sitio de Tanis, Egipto. En uno de los telegramas se menciona a Abner Ravenwood, el antiguo mentor de Indiana. Con esta información, el aventurero deduce que los nazis buscan el Arca de la Alianza para volverse «invencibles», así que acepta involucrarse en una misión para impedirlo.
Su primer destino lo lleva a un bar en Nepal a cargo de Marion, la hija de Abner y antiguo interés romántico del arqueólogo. Mientras la pareja conversa, un agente de la Gestapo, Arnold Toht, incendia el bar e intenta sin éxito robarle un medallón a la propietaria, tras lo cual huye del sitio. A partir de ese momento Marion decide acompañar a Indiana a su próximo destino, El Cairo, en donde se reúnen con Sallah, un viejo amigo del aventurero. Este les revela que los nazis son ayudados por Belloq y que el medallón contiene la pista para localizar el Arca de la Alianza. Marion es capturada por los nazis, mientras que Jones y Belloq acuden a un lugar subterráneo denominado el «Pozo de las almas», en donde el arqueólogo utiliza el medallón y una reliquia conocida como «el bastón de Ra» para descifrar la ubicación exacta del Arca de la Alianza. Para entonces descubre que el medallón contiene una advertencia relacionada con el interior del objeto sagrado. Asimismo Marion logra huir de su aprisionamiento.
Una vez descubierta el Arca de la Alianza, Indiana y Marion optan por trasladarla a Londres a bordo de un barco de vapor sin embargo son perseguidos en altamar por los nazis, quienes logran robarle la reliquia. De manera inadvertida para ellos, la pareja se infiltra en la embarcación alemana y navegan junto a la tripulación hasta una isla en el mar Egeo, sitio elegido por Belloq para revelar el supuesto «poder» interior del Arca de la Alianza. A pesar de que el aventurero les advierte sobre las consecuencias de tal acción, el arqueólogo rival y los oficiales nazis abren el cofre y descubren que aparentemente solo contiene arena. A continuación una serie de elementos sobrenaturales emergen del Arca y asesinan a todos los presentes, excepto a Jones y Marion al ser los únicos que cerraron sus ojos y evitaron observar el interior de la reliquia. Una vez asegurada el Arca y de regreso en Washington D. C., el gobierno estadounidense reconoce la exitosa misión de Jones y el objeto es almacenado en un lugar secreto del país.

### Temáticas
Raiders of the Lost Ark entremezcla elementos científicos y religiosos para relatar «la búsqueda y descubrimiento de uno de los artefactos religiosos más importantes que hayan existido», el Arca de la Alianza. Esto da lugar a la inclusión de elementos sobrenaturales que hacen que Indiana Jones «se confronte con una crisis de fe» al verse «obligado a dejar de lado sus creencias científicas y confiar en el poder de lo intangible para poder sobrevivir». De acuerdo con la trama, el objeto «representa un poder más allá del alcance del ser humano promedio, y al esforzarse por hacer uso de él, los involucrados se encuentran en grave peligro». Las escenas finales en las que se aprecia a las autoridades estadounidenses resguardándolo en un almacén secreto simbolizan el «control o uso apropiado del poder». De acuerdo con el Antiguo Testamento, el Arca de la Alianza es un cofre que contiene las tablas de piedra en las que Dios plasmó los Diez Mandamientos en el Monte Sinaí. Lo anterior, sumado a su desaparición tras la conquista de Jerusalén por los babilonios, ha hecho que se le asocie con poderes mágicos.
La arqueología está presente en la trama, especialmente la de los años 1930 que es el período en el que se ambienta el filme, y que estuvo caracterizada por la prevalencia de «hombres blancos». No obstante, la producción cinematográfica guarda diferencias notables con respecto a dicha profesión; por ejemplo, los arqueólogos no suelen acudir a lugares exóticos, sino que llevan a cabo sus investigaciones a nivel regional. De acuerdo con el arqueólogo William White: «Estas películas son un escape para muchos de nosotros, incluidos los arqueólogos [...] Quiero que los no arqueólogos sepan que la arqueología no es realmente así, pero no quiero que pierdan el valor de estas películas, tales como la fantasía, la acción y la aventura».
A lo largo de la película, el protagonista lidia con situaciones que «ponen a prueba tanto su conocimiento del pasado y del folclore, así como su habilidad para respetar aquello que él no comprende», y solo al superarlas es que consigue el estatus de un «verdadero héroe». Los antagonistas son los nazis, quienes son «mitificados como los enemigos arquetípicos de la tradición judeocristiana, por su obsesiva búsqueda del Arca de la Alianza con tal de aprovechar sus asombrosos poderes».

## Reparto principal

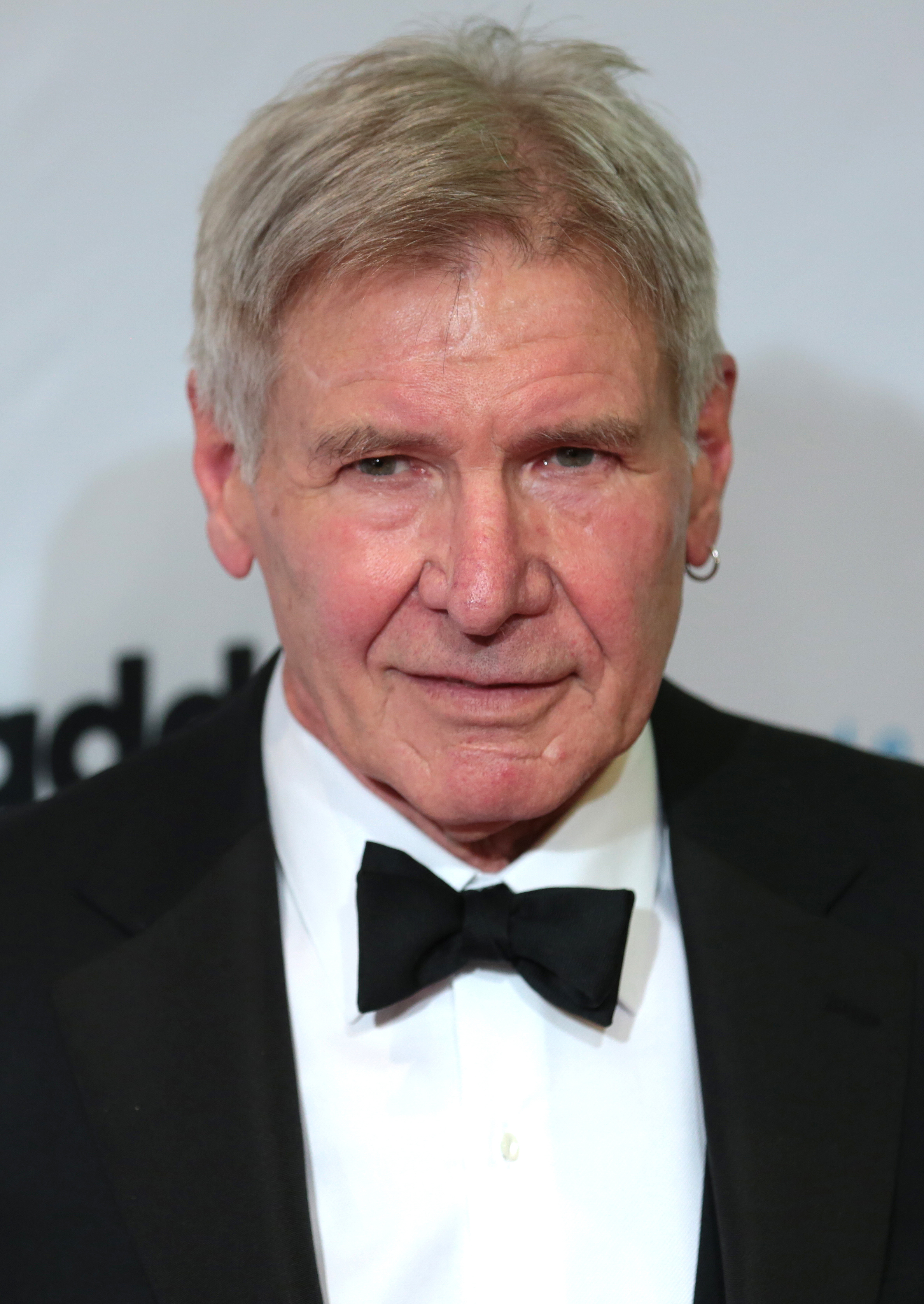
Harrison Ford.

- Harrison Ford como Indiana Jones : Profesor de arqueología que frecuentemente tiene aventuras en las cuales debe encontrar antigüedades. Al inicio de la trama, expresa su escepticismo a lo sobrenatural, pero tras descubrir el Arca de la Alianza cambia de parecer. Ford era la sugerencia inicial de Spielberg, sin embargo Lucas no quería que se convirtiese en su «Bobby de Niro» en alusión a la dupla Martin Scorsese y Robert De Niro.[3] Con el fin de elegir al actor más apropiado, quien de acuerdo con Lucas «debía ser alguien poco conocido [en ese momento]», se contactó a Tim Matheson, Peter Coyote, John Shea y Tom Selleck. A pesar de que la producción se decantó por este último, Selleck debió rechazar la propuesta debido a su involucramiento en la serie de televisión Magnum, P.I.[3] En junio de 1980, tres semanas antes de comenzar el rodaje,[15] Spielberg volvió a sugerir a Ford, solo después de que los productores Frank Marshall y Kathleen Kennedy observaran su actuación como Han Solo en El Imperio contraataca.[16]

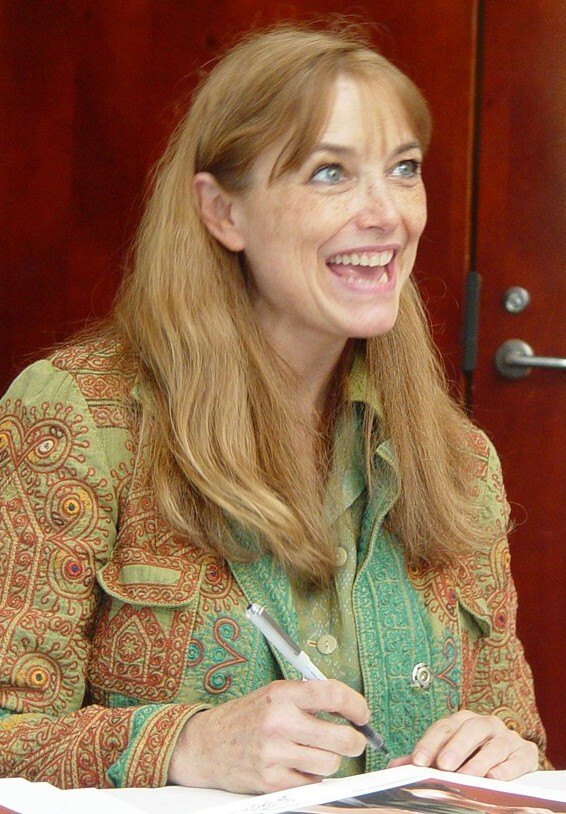
Karen Allen.

- Karen Allen como Marion Ravenwood: Interés romántico de Indiana e hija de Abner Ravenwood —mentor de Indy—, que posee un bar en Nepal llamado Raven. Allen realizó pruebas de audición con Tim Matheson y John Shea —Spielberg la había considerado desde su interpretación en National Lampoon's Animal House—. Previo a su elección, Sean Young audicionó también,[3] mientras que Debra Winger rechazó el papel.[17]
- Paul Freeman como René Belloq: Arqueólogo rival de Indiana que es contratado por los nazis para encontrar el Arca de la Alianza, con la cual buscan hacerse invencibles.
- Ronald Lacey como Arnold Toht: Miembro de la policía secreta Nazi que secuestra a Marion para robarle un medallón con el cual es posible descifrar la ubicación exacta del Arca de la Alianza. Spielberg eligió a Lacey debido a que le recordó a Peter Lorre.[3] Previo a su elección, se tenía en mente al actor Klaus Kinski pero este lo rechazó al determinar que «el guion era tedioso».[18]

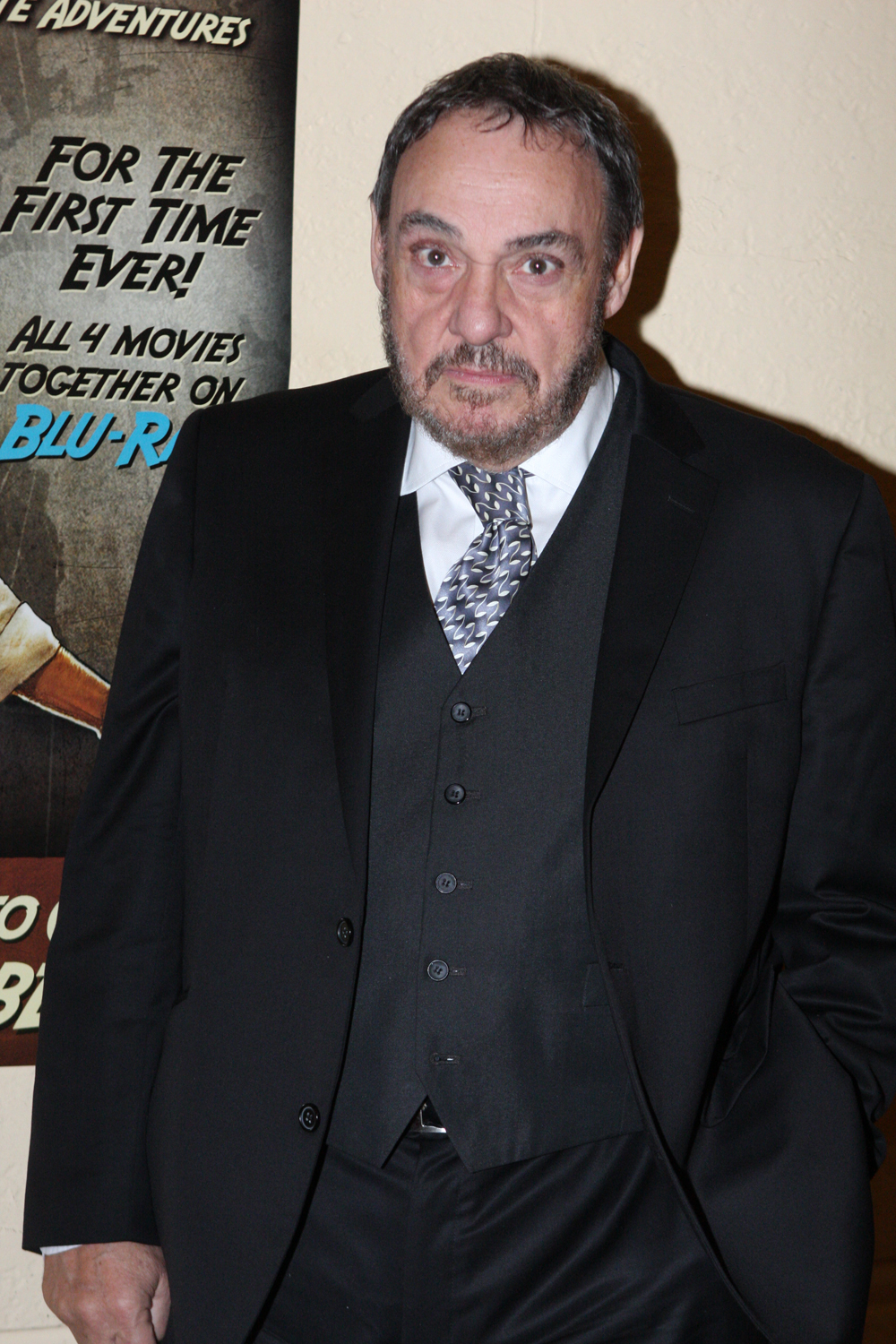
John Rhys-Davies.

- John Rhys-Davies como Sallah: Considerado a sí mismo como «el mejor experto en excavaciones de El Cairo», trabaja junto con los nazis para ayudarles a excavar en Tanis, Egipto. Es amigo de Indiana Jones y decide ayudarlo a infiltrarse en las excavaciones. Originalmente, Spielberg quería a Danny DeVito para interpretar al personaje pero este no pudo por conflictos de agenda, así que Spielberg eligió a Rhys-Davies después de mirar su participación en la miniserie Shōgun.[3]

- Denholm Elliott como el Dr. Marcus Brody: Propietario de un museo que resguarda las antigüedades localizadas por Indy en sus aventuras. Cuando el gobierno estadounidense lo contacta para recuperar el Arca, Brody los dirige con Indiana Jones. Spielberg eligió a Elliott, pues se consideraba un gran fanático de su trayectoria cinematográfica.[3]

- Wolf Kahler como el coronel Dietrich: principal villano de la película. Es un despiadado oficial nazi que encabeza la misión del Arca de la Alianza.

- Alfred Molina como Satipo: Uno de los guías de Indiana Jones en las selvas de Perú, al inicio de Raiders of the Lost Ark. Por su ambición y traición, muere en una de las trampas del templo, después de intentar robarle a Indy el ídolo dorado que buscaban. Esta fue la primera participación cinematográfica de Molina.

Entre otras apariciones secundarias destaca la del actor Vic Tablian, quien interpreta a Barranca, un guía y ladrón peruano que trató de matar a Indiana al comienzo del film, pero muere envenenado por las flechas de los Hovitos, y Monkey Man, hombre con un parche en el ojo con un audaz mono como aliado. Además, el productor Marshall apareció brevemente como un piloto en la secuencia de pelea sobre el aeroplano, pues los dobles estaban enfermos en ese instante. Debido a las altas temperaturas que prevalecían durante el rodaje de la escena, Marshall bromeó diciendo que «estaban a más de 140 grados». Por otro lado, Pat Roach interpretó a un corpulento sherpa con el que Indiana pelea en el bar y a un brutal mecánico alemán que se enfrenta a Indy en la pista de aterrizaje en Egipto, pero tiene la mala suerte de morir despedazado por una de las hélices de la aeronave. Terry Richards representó al espadachín árabe que intenta mostrarle a Indiana sus habilidades con el sable en El Cairo, pero el arqueólogo lo mata fácilmente con un tiro del revólver. Finalmente, y al igual que Marshall, el supervisor de efectos especiales, Dennis Muren, hizo un cameo en la película como un espía nazi (en la escena del avión que traslada a Indiana hacia Nepal).

## Producción

### Creación del personaje
El origen de Raiders of the Lost Ark se remonta a 1973, poco después de que George Lucas finalizara el rodaje de American Graffiti (1973). Inspirado en los seriales cinematográficos que veía en su juventud, tales como Buck Rogers (1939), Zorro's Fighting Legion (1939), Spy Smasher (1942) y Don Winslow of the Navy (1942), Lucas redactó un borrador titulado The Adventures of Indiana Smith acerca de las aventuras de un arqueólogo al que apodó igual que su mascota, un Malamute de Alaska. No obstante, la idea quedó pausada indefinidamente cuando el cineasta prefirió centrarse en otro de sus intereses, una space opera que acabaría siendo Star Wars.
Lucas y Philip Kaufman se reunieron para discutir el bosquejo de Indiana Smith en 1975, y al cabo de dos semanas completaron un nuevo borrador. En esta nueva revisión se cambió la identidad original del protagonista —un mujeriego asiduo de los clubes nocturnos— por el de un profesor universitario y arqueólogo aventurero concebido a partir de otros expertos como Hiram Bingham III, Roy Chapman Andrews y Leonard Woolley. Por recomendación de Kaufman, el Arca de la Alianza pasó a ser el eje central de la trama, y el detonante del conflicto con los nazis, con base en la fascinación por el ocultismo de su líder, Adolf Hitler. Si bien la intención de Lucas era que Kaufman dirigiera este largometraje, el proyecto volvió a quedar en pausa debido al involucramiento de Kaufman en  The Outlaw Josey Wales (1976).
En mayo de 1977, durante su período vacacional, Lucas invitó a Steven Spielberg a una playa cercana a Mauna Kea, en Hawái para conversar sobre sus próximos proyectos cinematográficos. Cuando Spielberg le confesó su interés en dirigir una cinta de James Bond, Lucas le habló sobre The Adventures of Indiana Smith. Sin embargo, no fue sino hasta meses después que le propuso la dirección del filme ya que en ese momento todavía tenía la creencia de que Kaufman habría de dirigirla.

### Redacción del guion
Pese a su incipiente trayectoria profesional como guionista, Spielberg eligió a Lawrence Kasdan para hacerse cargo del libreto de la película. Lucas se mostró de acuerdo con la decisión tras leer el guion de Kasdan para Continental Divide (1981). En enero de 1978 el grupo se reunió en la casa del asistente de Lucas, en Sherman Oaks, Los Ángeles y, durante un plazo de tres a cinco días —y nueve horas por día—, trabajaron en el desarrollo del argumento. Como resultado se incluyó la secuencia de persecución de la roca a Indy; el mono en El Cairo; el grabado del medallón en la mano de Toth; y el depósito del Arca de la Alianza en la bodega gubernamental. Spielberg y Lucas, en opinión de Kasdan, tenían en mente varias ideas para la producción, pero ocupaban a alguien para que se hiciera cargo de «unir las piezas» a nivel narrativo y logístico.
El trío accedió a cambiar el apellido del personaje, «Smith» por «Jones», ya que Spielberg quería evitar que el público lo asociara con Nevada Smith, un personaje interpretado por Steve McQueen. Inicialmente Lucas y Spielberg tenían percepciones distintas sobre la personalidad de Indiana Jones: por un lado, Lucas quería que practicara kung-fu y que fuese un playboy gracias a las ganancias de sus aventuras. La sugerencia de Spielberg consistía en que el personaje fuera un ludópata o un alcohólico. Al final, ambas propuestas quedaron descartadas para mantenerlo en cambio como un «modelo a seguir honesto, auténtico y confiable» ante la audiencia. En contraste, Lucas y Spielberg coincidieron en que Indy debía ser alguien «falible, vulnerable y capaz de [brindar] momentos cómicos como serios». Su intención era que el público pudiese sentirse identificado con él e idolatrarlo. Entre las influencias del aventurero se encuentran los actores Clint Eastwood y Toshiro Mifune, y el personaje James Bond. En cuanto a Marion, Lucas propuso que su relación amorosa con Jones se remontara a cuando ella tenía once años de edad, sin embargo Spielberg le recomendó incrementar su edad.
Kasdan escribió el libreto en la oficina de Spielberg mientras este dirigía 1941 (1979). Parte de su inspiración provino de los seriales de comienzos del siglo XX y de películas de aventuras como Río Rojo (1948), Los siete samuráis (1954) y The Magnificent Seven (1960). A su parecer, Jones era un antihéroe por tratarse de un arqueólogo «reducido» a saqueador de tumbas. También opinó que el reparto debía estar conformado por actores con características distintivas de forma que los personajes tuvieran un «impacto memorable». Lo que más se le dificultó durante la labor de redacción fue explicar cómo Jones «caía en sucesivos eventos peligrosos y sobrevivía», y cómo viajaba entre distintos sitios. La creación del primer borrador conllevó cinco meses y quedó concluido en agosto de 1978.
El guion le resultó «bueno» pero «muy extenso» a Spielberg, por lo que Lucas y Kasdan se dieron a la tarea de revisarlo y reducir su extensión. En el tratamiento original, la trama acontecía en Estados Unidos, Egipto, Grecia y Nepal. Entre las secuencias eliminadas estaba la de una persecución en un vehículo de mina que habría de ser incluida posteriormente en Indiana Jones and the Temple of Doom (1984). Asimismo se omitió una parte considerable del arco sobre el amorío de Jones y Marion, y otras escenas que dejaban entrever una atracción entre Marion y Belloq. La versión definitiva del guion de Raiders of the Lost Ark data de diciembre de 1979. Cabe mencionar que las ilustraciones creadas por el dibujante Jim Steranko sirvieron de inspiración Spielberg al momento de diseñar la vestimenta y personalidad de Indiana Jones.

### Desarrollo y preproducción

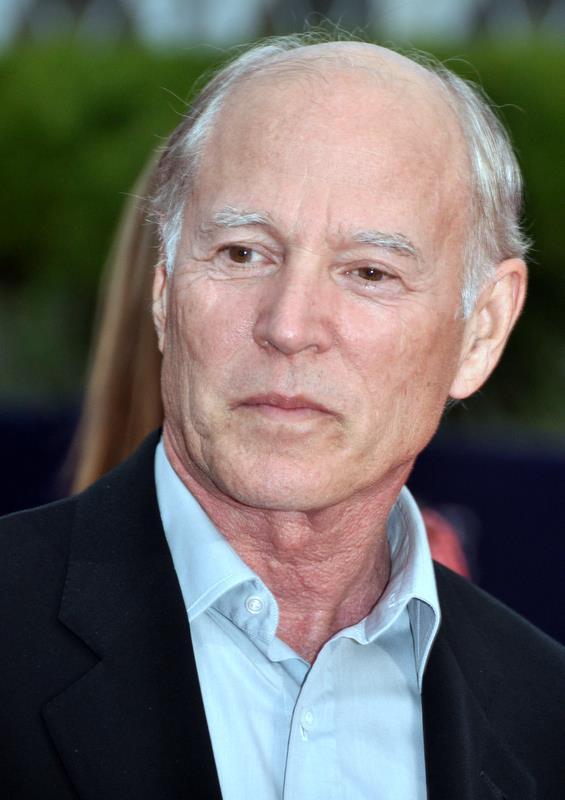
Frank Marshall en 2012.

Aunque Lucas quería financiar por su cuenta la producción de Raiders of the Lost Ark, lo cierto es que no contaba con los recursos suficientes para hacerlo. Por lo tanto Lucasfilm contactó a ejecutivos de múltiples estudios de Hollywood para proponerles que invirtieran 20 millones USD en su producción, aunque les habría de restringir el control creativo y la posibilidad de hacerse con la licencia tanto de la película como de cualquier otra secuela, de acuerdo con las condiciones establecidas por Lucas. Como resultado ninguno de los estudios accedió a la oferta inicial, además de que Spielberg tenía en ese entonces la reputación de ser un cineasta cuyas producciones se excedían del presupuesto inicial y se prolongaban más allá de lo programado. Este era el caso de su más reciente filme, 1941. Las negociaciones se tornaron aun más complicadas debido a que Lucas se rehusó a continuar con el proyecto si Spielberg no estaba involucrado en él.
Michael Eisner, presidente de Paramount Pictures, finalmente llegó a un acuerdo con Lucas a cambio de los derechos de las secuelas, además de fijar penalizaciones en caso de que no se respetaran el presupuesto o el plazo de producción acordados. Lucas negoció para sí mismo un sueldo de 1 a 4 millones USD, mientras que Spielberg obtuvo 1,5 millones USD por la dirección de la cinta. En ambos casos, los cineastas se hicieron acreedores a una parte de las ganancias brutas del largometraje una vez estrenado. Con tal de cumplir con lo acordado con Eisner, Spielberg contrató al productor Frank Marshall dada su experiencia en cintas independientes y de bajo presupuesto. Otros colaboradores que se integraron a la producción en esa etapa fueron el fotógrafo Douglas Slocombe, el diseñador de producción Norman Reynolds, el editor Michael Kahn y los productores Howard Kazanjian y Robert Watts —en el caso de Kazanjian, Lucas lo vio como una «influencia disciplinada» que evitaría tanto su complascencia como la de Spielberg durante la producción del filme—. Si bien Paramount fijó un calendario de producción de 85 días, Spielberg, Lucas y Marshall prefirieron reducirlo a 73 días.
La preproducción de la película dio inicio en diciembre de 1979 y se prolongó por seis meses, tiempo en el que Ed Verreaux, Dave Negron, Michael Lloyd y Joe Johnston crearon los guiones gráficos compuestos por alrededor de seis mil ilustraciones que sirvieron para representar más del 80 % de la película. Mientras tanto, Spielberg y Lucas se dedicaron a otros proyectos por separado. Cabe destacar que también se construyeron sets en miniatura de las tomas más amplias del largometraje, cuyo propósito era ayudar en la toma de decisiones relacionadas con la distribución e iluminación de las escenas. Algunos de estos sets incluían el Pozo de las almas, el sitio de excavación en Tanis y el mercado de El Cairo. Asimismo se incluyeron figurines de una pulgada de altura para decidir cuántos extras habría de requerir cada escena.

### Rodaje

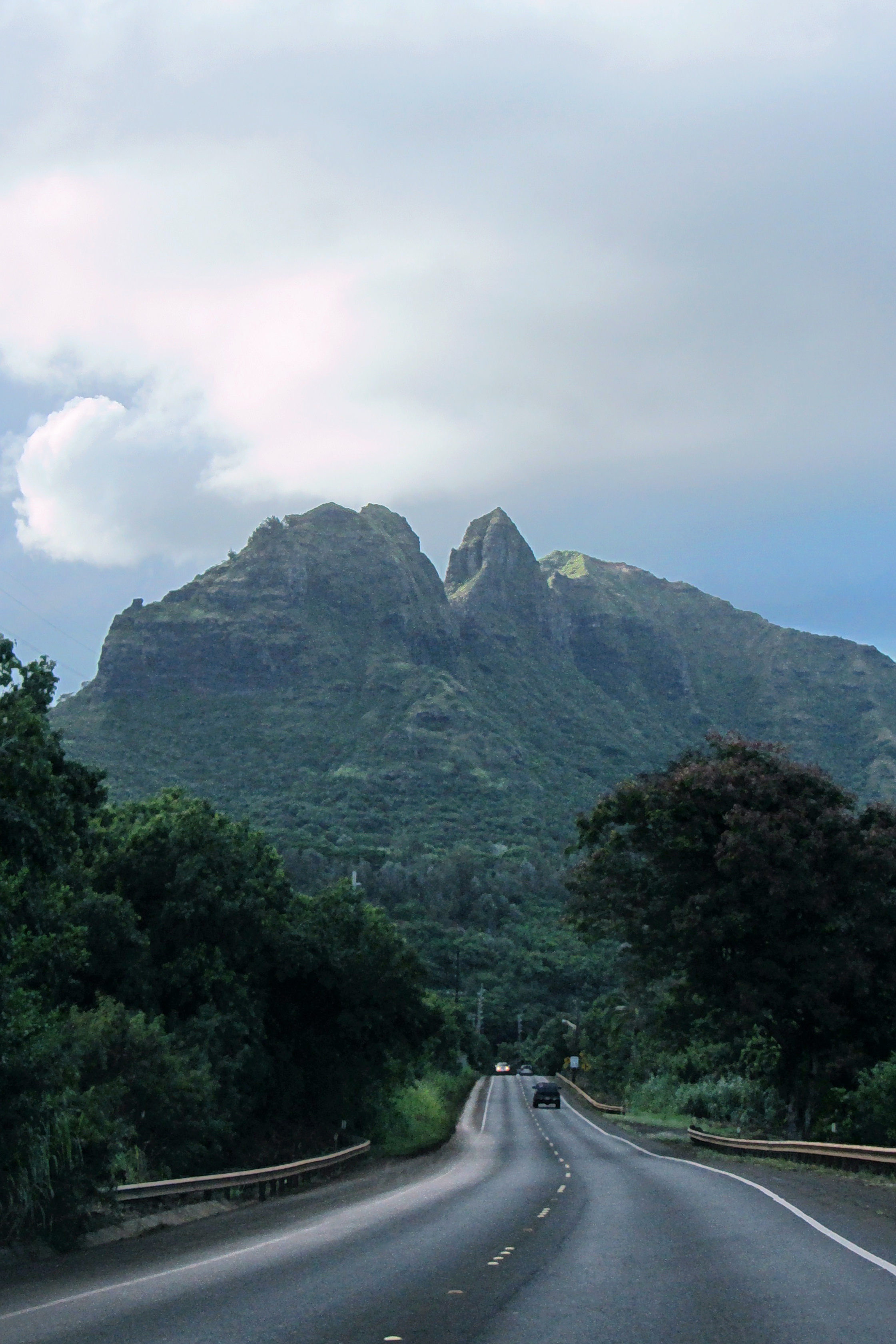
Vista de la montaña Kalalea, en Kauai.

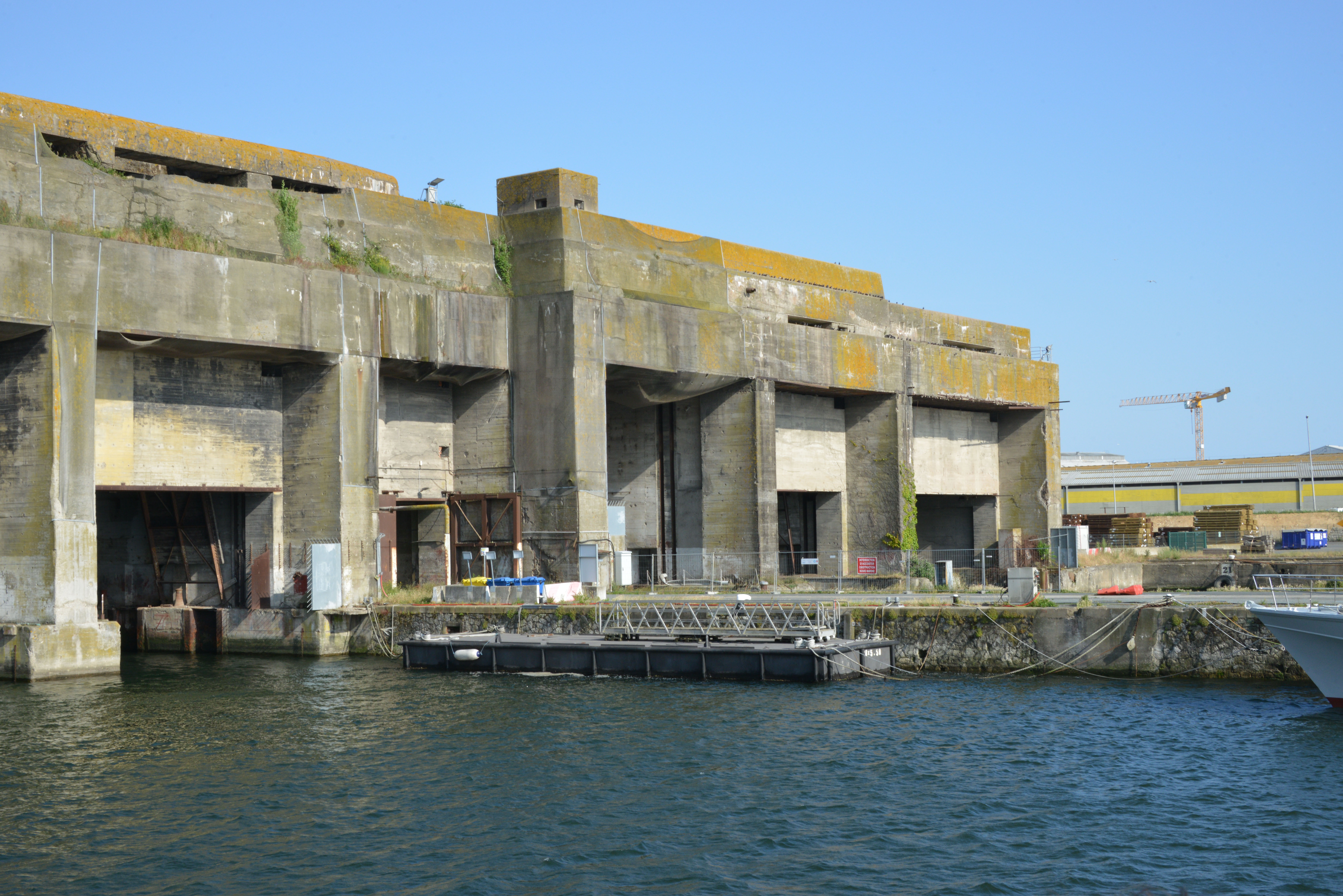
Diques submarinos en La Rochelle.

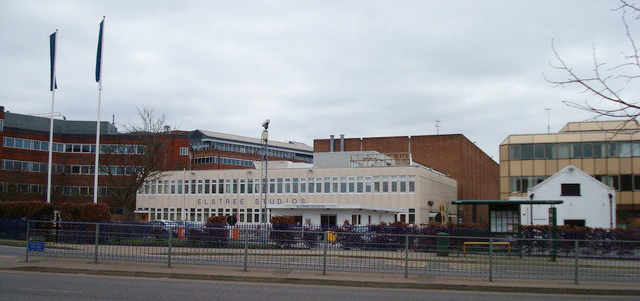
Estudios Elstree en 2009.

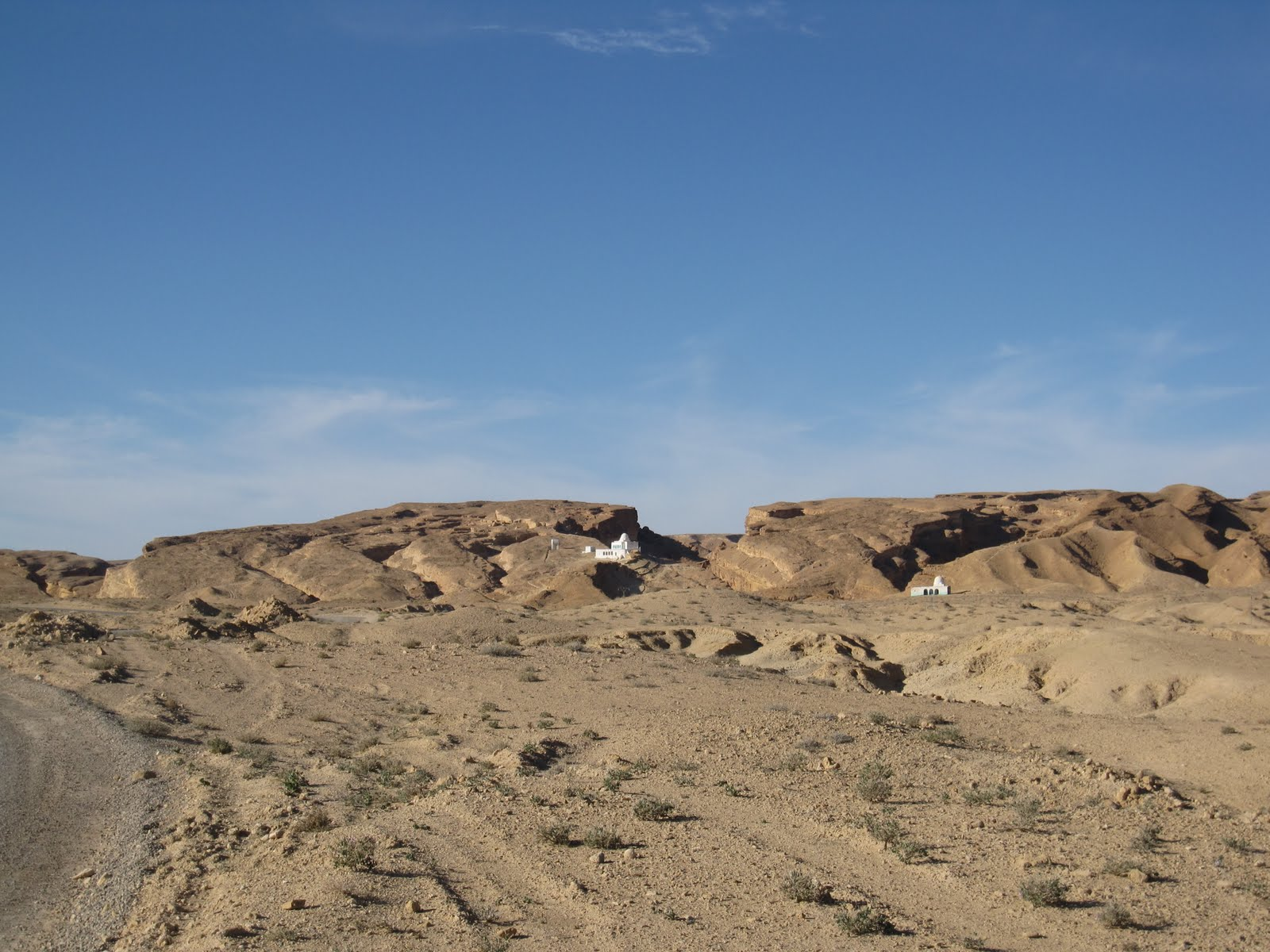
Toma del cañón Sidi Bouhlel, en Túnez.

La filmación de Raiders of the Lost Ark comenzó el 23 de junio de 1980 y se llevó a cabo en cuatro países: Francia, Túnez, Estados Unidos e Inglaterra.
La segunda unidad de dirección, bajo la responsabilidad de Lucas, estuvo a cargo de las tomas basadas en los guiones gráficos, mientras que Spielberg filmó las secuencias que involucraron acercamientos al rostro de Ford. En ciertos casos se recurrió a metraje de otras producciones como el vuelo de Indy en un avión Douglas DC-3 que provino de la película Horizontes perdidos (1937), o la toma de una de las calles que habrían aparecido en The Hindenburg (1975). La captura del bote de vapor por el submarino nazi fue la primera escena que grabó el equipo de producción de Raiders of the Lost Ark, y para esto se trasladaron a La Rochelle, cuyos diques submarinos de la Segunda Guerra Mundial sirvieron para representar el muelle nazi. Mientras tanto,  Watts arrendó un submarino usado en la producción de Das Boot (1981) bajo la condición de que no lo llevaran a aguas profundas. Dadas las dificultades para encontrar un barco de vapor propulsado por carbón quemado, emplearon en cambio un bote egipcio que se hallaba estacionado en un puerto irlandés.
El rodaje continuó el 30 de junio en sets construidos en los estudios ingleses Elstree, donde trabajaban grupos de artistas y técnicos a los que Lucas ya conocía por su colaboración en Star Wars. Cabe agregar que, en esa época, el costo diario de arrendamiento de los estudios era de alrededor de 100 000 USD, mientras que la construcción de los sets requirió una inversión adicional de 4 millones USD. Estas cifras no incluían el sueldo del equipo técnico necesario para las grabaciones. Debido a lo anterior, los cineastas alquilaban ciertos equipos de grabación por períodos cortos, entre los cuales se incluyen un estabilizador de cámara Panaglide para tomas específicas y una grúa para la obtención de ángulos más elevados. De acuerdo con Spielberg: «Nunca hice 30 o 40 tomas; normalmente [eran] solo cuatro... Si hubiera tenido más tiempo y dinero, habría resultado una película pretenciosa». Algunas de las secuencias grabadas  aquí incluyeron el desciframiento de la ubicación del Arca de la Alianza con el bastón de Ra, el templo peruano de las escenas iniciales, y el Pozo de las almas. Las grabaciones de esta última sufrieron retrasos debido a la inclusión de las serpientes. El interior de la universidad donde imparte clases Jones provino de The Royal Masonic School for Girls, en Rickmansworth, Hertfordshire, mientras que el exterior se filmó en la Universidad del Pacífico en California.
La etapa de filmación en Túnez, para retratar a Egipto, pasó a ser una de las «peores experiencias de filmación» para Spielberg: la temperatura solía superar los 130 grados Fahrenheit (54 °C) y más de 150 integrantes del equipo se enfermaron de disentería amebiana por el consumo de comida local. El director fue uno de los pocos que se mantuvo saludable ya que comía alimentos y agua que había traído de Inglaterra. Lucas también sufrió una severa quemadura solar e hinchazón facial. El rodaje volvió a retrasarse un día mientras rodaban las escenas de El Cairo en Cairuán porque hubo que quitar más de 300 antenas de televisión de las casas aledañas. Debido a las restricciones presupuestarias Spielberg solo pudo contar con 600 extras como excavadores en vez de los 2000 que tenía en mente. El especialista Terry Richards, que interpretó al espadachín que se enfrenta a Jones en la película, pasó semanas practicando habilidades con la espada para una escena de lucha extendida. Sin embargo Ford no podía actuar durante largos períodos mientras sufría de disentería, lo que llevó a que acortaran significativamente la escena del enfrentamiento. El cañón Sidi Bouhlel —cerca de la ciudad de Tozeur—, en donde Lucas había grabado para representar el planeta Tatooine en Star Wars, sirvió para filmar la secuencia en donde Jones se enfrenta contra los nazis para recuperar el Arca de la Alianza.
A finales de septiembre, el rodaje se trasladó a Hawái para las tomas exteriores del templo peruano. El logotipo de Paramount disolviéndose en una montaña resultó de una improvisación de Spielberg con base en una costumbre infantil suya mientras hacía películas; para esta toma se filmó la montaña Kalalea en la isla de Kauai. Aunque la escena parece ser una sola ubicación, en realidad se rodó en una decena de áreas de Hawái, incluido el Refugio Nacional de Vida Silvestre de Huleia. Originalmente la secuencia era más extensa ya que incluía la traición de uno de los guías de Jones y un eventual enfrentamiento, sin embargo quedó descartada al ser considerada como innecesaria. Debido a la presencia de un estanque que servía como caldo de cultivo de mosquitos, cerca de la cueva donde el equipo grababa ciertas tomas, parte del elenco resultó con múltiples picaduras. Los burros utilizados para la caminata sufrieron cojera y, ante la complejidad para encontrar reemplazos, se optó por pintar con laca un par de burros grises a los cuales trasladaron vía helicóptero al Parque estatal Costa de Nā Pali para concretar la escena.
El largometraje contó con una cantidad importante de diálogos y actuaciones improvisadas debido a la ambigüedad del guion. Entre las escenas improvisadas se encuentran la de la joven con la expresión «Love You» —traducción literal: «Te amo»— escrita en sus párpados, y la de Marion poniéndose un vestido para ocultar un arma. En opinión de Allen, esta última escena en la que su personaje seducía a Belloq podía interpretarse como si estuviese socavando su amor y lealtad hacia Jones. Para solucionarlo, ella y Freeman coincidieron en que era mejor que el antagonista estuviese alcoholizado en dicha secuencia. De hecho, ambos actores solían reunirse también con Lacey y Rhys-Davies entre cada toma para conversar sobre sus personajes. Ford, no obstante, era más bien «reservado» y prefería no entrar en detalles sobre su rol; a Allen le tomó un tiempo adaptarse a ese método de trabajo del actor. El enfrentamiento en la base aérea también contó con momentos improvisados; Ford se desgarró el ligamento cruzado anterior de la pierna izquierda tras ser atropellado accidentalmente por la rueda de un aeroplano en el set. Pese a lo anterior, se rehusó a acudir con un médico y solamente se colocó un poco de hielo sobre la extremidad lesionada, antes de continuar con sus escenas. El rodaje de Raiders of the Lost Ark concluyó en septiembre de 1980, después de 73 días de grabaciones.

### Escenas eliminadas
Al finalizar el proceso de rodaje, Michael Kahn estuvo a cargo de la edición del material grabado, cuyo contenido duraba casi 180 minutos, con la premisa de reducirlo a menos de dos horas. Acompañado de Lucas, una de las primeras acciones que hizo Kahn fue eliminar siete minutos de la primera mitad de Raiders con tal de hacerla más «sólida y divertida». Al finalizar el proceso de edición el director le envió a Lucas el montaje final para su revisión. Un día después, este llamó a Spielberg y le dijo: «Ya te lo había dicho antes, realmente eres un buen director».
A continuación, se mencionan las escenas inéditas que formaban parte del metraje original de la película y las razones por las que Kahn, Lucas y Spielberg decidieron eliminarlas:
- En el bar Raven, Marion Ravenwood le cuenta a Indy sobre las causas de la muerte de su padre, concluyendo en que los últimos dos años han sido realmente difíciles para ella. Al día siguiente, justo antes de entregarle el medallón, Marion coge de la chaqueta a Indy para besarlo. Los segmentos fueron recortados para evitar que la escena fuera demasiado extensa.
- En principio, el enfrentamiento entre el espadachín de El Cairo e Indy debía ser extenso pues involucraba que el protagonista usara su látigo para defensa propia. Sin embargo, Ford decidió simplemente dispararle, pues sufría de problemas intestinales y fatiga, y por otra parte la escena no había sido completada durante la elaboración del guion gráfico.
- Los riesgos fatales de tocar el Arca o ver directamente su interior al abrirla eran dos aspectos que Indy conocía muy bien pues en El Cairo se lo habían notificado en una de las escenas. Cuando están en el Pozo de las Almas, Sallah evita tocarla pues sabe que podría morir si lo hace. No obstante, esto no es revelado en toda la película sino hasta las escenas finales en que las tropas abren el Arca y mueren trágicamente; Indy recuerda que no debe mirar el contenido sobrenatural del Arca y opta por cerrar los ojos.
- Cuando Sallah es capturado por las tropas nazis y abandona a Indiana en el Pozo, los nazis lo llevan a su campamento y le ordenan que les sirva agua de un pozo. El segmento fue eliminado debido a que había mucho humo en la escena y este oscurecía a los actores.
- Los nazis deciden ejecutar a Sallah y le encomiendan la tarea a un joven soldado de sus tropas. Emocionalmente requería que el soldado se decidiera entre matar a Sallah o no hacerlo, creando un momento intenso en la conciencia del espectador. Fue eliminada por ser demasiado extensa.
- Al escapar del "Pozo", Indy y Marion se encuentran con un guardia árabe en la salida. Durante un par de segundos, el guardia y el aventurero confrontan miradas y luego Indy simplemente lo noquea para dejarlo inconsciente. A diferencia de las demás escenas recortadas, esta solo fue editada, aunque en uno de los ángulos de la película se puede observar al guardia desmayado en la salida del Pozo, sin explicación aparente.
- Para engancharse al submarino nazi durante su inmersión, Indiana usa su látigo para sujetarlo al periscopio del mismo y así logra viajar en las profundidades. Debido a problemas de logística, la escena fue eliminada.

### Efectos especiales y sonido
Industrial Light & Magic se hizo cargo de producir los efectos especiales de la película. La secuencia con el mayor número de efectos es aquella en la que el Arca de la Alianza es abierta por los nazis, lo cual condujo a la liberación de la fuerza sobrenatural que residía en su interior. De manera subsecuente, la trama requirió varias simulaciones relacionadas con los efectos que tuvo la revelación del contenido mencionado. Para el derretimiento de la cabeza de Toht, el equipo recurrió a la exposición de gelatina y un modelo de yeso, con la forma de la cabeza del actor Ronald Lacey, a una lámpara calorífica.
El segmento fue grabado, a su vez, con una cámara sumergible. De la misma manera, para el estallido de la cabeza de Dietrich se empleó un modelo hueco al cual se le había expulsado el aire de la parte interna. Para la toma de los espíritus, se optó por grabar parte de la toma bajo el agua con el fin de brindarle un efecto fantasmagórico a la escena.
El supervisor de los efectos de sonido, Ben Burtt, prefirió trabajar la mayor parte del tiempo en un estudio especializado (foley-studio), al considerar «la importancia que significaba filmar una película basada en los seriales de Republic Pictures». En primera instancia, eligió un rifle para reproducir el sonido del revólver de Indiana Jones. Para simular diferentes el sonido de los golpes, su equipo utilizó chaquetas de cuero, manoplas y un bate de béisbol; los ruidos del deslizamiento de las serpientes, en la escena del Pozo de las Almas, se grabaron de forma simultánea al movimiento de los dedos de algunos integrantes del equipo de producción en una cazuela cubierta con queso, así como con el contacto de esponjas y cemento. El sonido que se escucha cuando el Arca es abierta es realmente el deslizamiento de la tapa de la cisterna de un sanitario.
Finalmente, Burtt empleó un sintetizador para manipular las diferentes grabaciones que obtuvo; en el proceso, se encargó también de mezclar el biosónar de algunos delfines y los gritos de leones marinos para producir las voces de los espíritus.

### Banda sonora
En los años 1980 y 1990, John Williams ha venido a ocupar brutalmente el liderato que le había pertenecido a Henry Mancini por sus composiciones. Arduamente, se ha ganado esa distinción con impactantes bandas sonoras, como la de la trilogía original de Star Wars y el ciclo de Indiana Jones, este último considerado un tributo de Spielberg a los seriales representativos de su juventud. En Raiders logra sensibilizarnos, convirtiendo a su banda sonora en un clásico musical del cine.
Amazon.com.

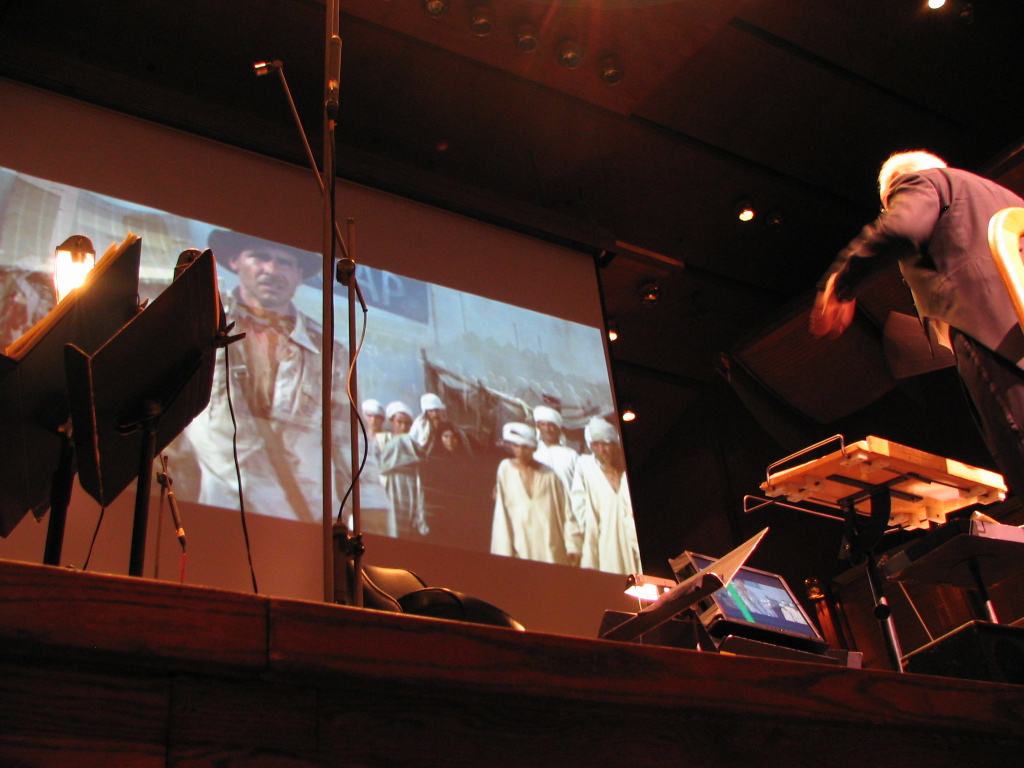
Por su composición de la banda sonora de la película, que incluyó por primera vez a la popular "Raiders' March", John Williams tuvo una candidatura a los premios Óscar.

El compositor John Williams produjo la banda sonora de la película, cuyo contenido presentaba por primera vez a la conocida «Raiders' March», que ha simbolizado a Indiana Jones en el ámbito popular. Originalmente, Williams había escrito dos versiones diferentes para el tema central de Raiders of the Lost Ark. De modo que a Spielberg le agradaron ambas, tuvo que unirlas para crear la versión definitiva. La grabación de las composiciones ocurrió en febrero de 1981, interpretadas por la Orquesta Sinfónica de Londres y distribuidas por Columbia Records. En principio, estaba compuesta de once temas, aunque en 1995 obtuvo un relanzamiento con treinta minutos adicionales de contenido, lo que originó la introducción de once nuevos temas y la extensión de algunas pistas originales. El relanzamiento sería seguido por una nueva grabación de todas las pistas, en la colección The Indiana Jones Trilogy, el 21 de enero de 2003. Sin embargo, esta no es considerada oficial.
El tema del Arca de la Alianza y la melodía romántica de Marion e Indy forman parte también de la música de la película, lo que le valdría una propuesta al premio en la categoría de «Mejor banda sonora» en los premios Óscar.

## Recepción

### Recaudación
Raiders of the Lost Ark se estrenó el 12 de junio de 1981, y recaudó 8 305 823 USD durante su primer fin de semana de proyección en EE. UU. Obtuvo un total de 384 140 454 USD a nivel mundial —242 374 454 USD en Estados Unidos y 141 766 000 USD de recaudación internacional—, con lo que pasó a ser la película con mayores ganancias de ese año. A partir de entonces, es considerada como una de las películas con mayores recaudaciones de todos los tiempos. Además, es catalogada como una de las  película de aventuras con mejores resultados en taquilla, al igual que una de las películas más exitosas en el género de búsqueda de tesoros. En cuanto a su recaudación internacional, Raiders of the Lost Ark obtuvo 5 220 398 EUR en España —con fecha de estreno al 5 de octubre de 1981—.
Contó con dos relanzamientos en Estados Unidos; el primero sucedió en julio de 1982, lo que se tradujo en ingresos adicionales por un total de 21 437 879 USD durante su presentación en 1330 salas de cine, mientras que el último aconteció en marzo de 1983, con recaudaciones de 11 374 454 USD tras una proyección en 628 salas de cine. Previo al estreno de Indiana Jones y el reino de la calavera de cristal, el estreno original de Raiders of the Lost Ark era el que registraba mayores ingresos de la serie.
| País                                                                          | Fecha de estreno                   |
| ----------------------------------------------------------------------------- | ---------------------------------- |
| Alemania                                                                      | Jueves 29 de octubre de 1981       |
| Argentina                                                                     | Viernes 25 de diciembre de 1981    |
| Australia                                                                     | Jueves 13 de agosto de 1981        |
| Austria                                                                       | Viernes 30 de octubre de 1981      |
| Bélgica                                                                       | Miércoles 9 de diciembre de 1981   |
| Belice · Costa Rica · El Salvador · Guatemala · Honduras · Nicaragua · Panamá | Viernes 25 de diciembre de 1981    |
| Brasil                                                                        | Viernes 25 de diciembre de 1981    |
| Chile                                                                         | Viernes 25 de diciembre de 1981    |
| Colombia                                                                      | Viernes 25 de diciembre de 1981    |
| Dinamarca                                                                     | Viernes 15 de enero de 1982        |
| Ecuador                                                                       | Miércoles 23 de diciembre de 1981  |
| Egipto                                                                        | Lunes 21 de diciembre de 1981      |
| España                                                                        | Lunes 5 de octubre de 1981         |
| Estados Unidos · Canadá                                                       | Viernes 12 de junio de 1981        |
| Filipinas                                                                     | Miércoles 24 de febrero de 1982    |
| Finlandia                                                                     | Viernes 18 de diciembre de 1981    |
| Francia                                                                       | Miércoles 16 de septiembre de 1981 |

| País                 | Fecha de estreno                   |
| -------------------- | ---------------------------------- |
| Grecia               | Viernes 18 de diciembre de 1981    |
| Hong Kong            | Jueves 21 de enero de 1982         |
| India                | Viernes 11 de diciembre de 1981    |
| Israel               | Viernes 9 de octubre de 1981       |
| Italia               | Viernes 9 de octubre de 1981       |
| Japón                | Sábado 5 de diciembre de 1981      |
| Líbano               | Lunes 28 de diciembre de 1981      |
| Malasia              | Jueves 12 de noviembre de 1981     |
| México               | Jueves 17 de diciembre de 1981     |
| Noruega              | Jueves 8 de octubre de 1981        |
| Nueva Zelanda        | Viernes 14 de agosto de 1981       |
| Países Bajos         | Jueves 13 de agosto de 1981        |
| Perú                 | Viernes 25 de diciembre de 1981    |
| Portugal             | Viernes 9 de octubre de 1981       |
| Reino Unido Irlanda  | Jueves 30 de julio de 1981         |
| República Dominicana | Jueves 17 de diciembre de 1981     |
| Singapur             | Sábado 14 de noviembre de 1981     |
| Sudáfrica            | Viernes 27 de noviembre de 1981    |
| Suecia               | Viernes 7 de agosto de 1981        |
| Suiza                | Miércoles 16 de septiembre de 1981 |
| Tailandia            | Viernes 25 de junio de 1982        |
| Taiwán               | Sábado 23 de enero de 1982         |
| Uruguay              | Viernes 25 de diciembre de 1981    |
| Venezuela            | Miércoles 16 de diciembre de 1981  |

| País                                                                          | Fecha de estreno                   |
| ----------------------------------------------------------------------------- | ---------------------------------- |
| Alemania                                                                      | Jueves 29 de octubre de 1981       |
| Argentina                                                                     | Viernes 25 de diciembre de 1981    |
| Australia                                                                     | Jueves 13 de agosto de 1981        |
| Austria                                                                       | Viernes 30 de octubre de 1981      |
| Bélgica                                                                       | Miércoles 9 de diciembre de 1981   |
| Belice · Costa Rica · El Salvador · Guatemala · Honduras · Nicaragua · Panamá | Viernes 25 de diciembre de 1981    |
| Brasil                                                                        | Viernes 25 de diciembre de 1981    |
| Chile                                                                         | Viernes 25 de diciembre de 1981    |
| Colombia                                                                      | Viernes 25 de diciembre de 1981    |
| Dinamarca                                                                     | Viernes 15 de enero de 1982        |
| Ecuador                                                                       | Miércoles 23 de diciembre de 1981  |
| Egipto                                                                        | Lunes 21 de diciembre de 1981      |
| España                                                                        | Lunes 5 de octubre de 1981         |
| Estados Unidos · Canadá                                                       | Viernes 12 de junio de 1981        |
| Filipinas                                                                     | Miércoles 24 de febrero de 1982    |
| Finlandia                                                                     | Viernes 18 de diciembre de 1981    |
| Francia                                                                       | Miércoles 16 de septiembre de 1981 |

| País                 | Fecha de estreno                   |
| -------------------- | ---------------------------------- |
| Grecia               | Viernes 18 de diciembre de 1981    |
| Hong Kong            | Jueves 21 de enero de 1982         |
| India                | Viernes 11 de diciembre de 1981    |
| Israel               | Viernes 9 de octubre de 1981       |
| Italia               | Viernes 9 de octubre de 1981       |
| Japón                | Sábado 5 de diciembre de 1981      |
| Líbano               | Lunes 28 de diciembre de 1981      |
| Malasia              | Jueves 12 de noviembre de 1981     |
| México               | Jueves 17 de diciembre de 1981     |
| Noruega              | Jueves 8 de octubre de 1981        |
| Nueva Zelanda        | Viernes 14 de agosto de 1981       |
| Países Bajos         | Jueves 13 de agosto de 1981        |
| Perú                 | Viernes 25 de diciembre de 1981    |
| Portugal             | Viernes 9 de octubre de 1981       |
| Reino Unido Irlanda  | Jueves 30 de julio de 1981         |
| República Dominicana | Jueves 17 de diciembre de 1981     |
| Singapur             | Sábado 14 de noviembre de 1981     |
| Sudáfrica            | Viernes 27 de noviembre de 1981    |
| Suecia               | Viernes 7 de agosto de 1981        |
| Suiza                | Miércoles 16 de septiembre de 1981 |
| Tailandia            | Viernes 25 de junio de 1982        |
| Taiwán               | Sábado 23 de enero de 1982         |
| Uruguay              | Viernes 25 de diciembre de 1981    |
| Venezuela            | Miércoles 16 de diciembre de 1981  |

### Crítica

#### Hispanoamérica y España
De acuerdo con el sitio ecriticas.com, Raiders of the Lost Ark es «una de las más grandes aventuras de todos los tiempos», y aunque para alohacriticon.com «la película tiene un ritmo trepidante [pues] está proyectada para conmocionar al espectador mediante la creación de situaciones de acción», concluye su reseña al señalar que «en vez de desplegar tanto artificio en esa acción si concedieran más valor al desarrollo de sus personajes el producto sería mucho mejor». Al igual que ecriticas.com, el sitio web Diariodeavisos.com determinó que «todos los elementos del cine de aventuras se congregan alrededor de la figura del ya mítico arqueólogo en esta película».
En Hispanoamérica, el crítico Eduardo Marín destaca que «uno de sus principales méritos [radica] en su certero sentido del humor y el manejo permanente de la parodia como elemento argumental», y la revista Criterio deduce que «Indiana Jones es el héroe de la cándida modernidad vista desde la posmodernidad y, gracias a eso, se salva con elegancia y altruismo del cinismo actual del cine de entretenimiento». De manera similar, José A. Peig, de España, elogió la película al manifestar que «[esta] es la expresión más contundente que jamás ha tenido el cine en su ámbito más rentable: el espectáculo desprovisto de cualquier otra intención que no sea la de divertir al espectador con una sucesión de pasajes filmados de tal forma que emocionan y causan el asombro», calificándola de «excelente» en su portal especializado. El sitio monfleet.com mencionó que «el cine no volvió a ser el mismo tras Indiana Jones», considerando que la cinta «[le] sigue pareciendo una obra maestra imperecedera del cine de todos los tiempos».
La crítica de la Revista Mexicana de Comunicación refiere a varias escenas que podrían relacionarse con estereotipos hispanos de inclinación negativa, al señalar que «en Raiders of the Lost Ark, Indiana Jones es amenazado por todo tipo de delincuentes; abandonado (un cargador indio deja a la expedición gritando histéricamente), traicionado (uno de los guías nativos que le quedan trata de dispararle por la espalda, el otro lo deja pensando que está muerto en un pasaje subterráneo) y amenazado (una tribu de indios latinoamericanos lo persigue y trata de matarlo)». En conclusión, analiza la temática de la película en un sentido general de «prejuicio, discriminación y marginalidad».

#### Estados Unidos
La película recibió principalmente críticas positivas de parte de la prensa especializada. Vincent Canby, de The New York Times, declaró a Raiders of the Lost Ark como «una de las películas de aventuras estadounidenses más disparatadamente divertidas, ingeniosas y estilizadas de todos los tiempos», mientras que para el crítico Roger Ebert, de Chicago Sun-Times, «son dos cosas las que convierten a Raiders of the Lost Ark en algo más que solo un triunfo tecnológico: su sentido del humor y el estilo único de sus personajes [...] Nos hace reír por sorpresa, por alivio o por incredulidad en la técnica que nos presenta al desarrollar un incidente tras otro a través de una serie interminable de invenciones».
A su vez, la revista Rolling Stone dijo que se trataba de «una película de acción sabatina tan divertida e interesante que puede ser disfrutada en cualquier día de la semana». De manera similar a sus opiniones positivas, Bruce Williamson, de la revista Playboy, consideró que «hay más emoción en los primeros diez minutos de Raiders que en cualquier otra película que haya visto en todo el año. Para cuando los eventos desafortunados terminen, cualquier fanático olvidará su ansiedad de cansancio». En 2008 la revista Empire la ubicó en el segundo puesto de su lista de las «500 mejores películas de todos los tiempos».
Tras marcar una observación, con la finalidad de volver a verla tras el estreno de sus posibles continuaciones, en contrario la revista Variety resaltó la violencia «sangrienta» de algunas de sus escenas como algo considerable para su clasificación definitiva en sus proyecciones internacionales.

### Candidaturas y premios
Tras su estreno, tuvo nueve candidaturas a la obtención de los premios Óscar, de los que ganó cinco, además de un reconocimiento especial a Ben Burtt y Richard L. Anderson por la edición de sonido. Algunos otros de sus premios —24 en total— incluyen un Grammy, un BAFTA y cinco Saturn. En el proceso, Spielberg fue candidato al Globo de oro por mejor dirección.
A continuación, se muestran algunas de las candidaturas y algunos de los premios más destacados que recibieron el elenco y el equipo de producción de la película.

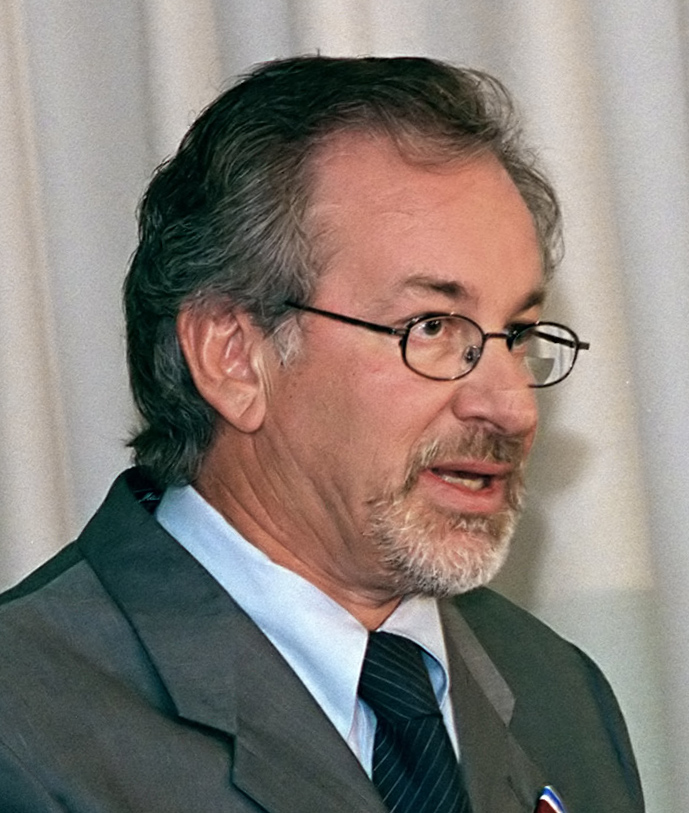
Steven Spielberg fue candidato al Globo de oro por mejor dirección, sin embargo perdió la candidatura con Warren Beatty.

| Premio                         | Categoría                                    | Receptor(es)                                         | Resultado |
| ------------------------------ | -------------------------------------------- | ---------------------------------------------------- | --------- |
| Premios Óscar                  | Mejor dirección de arte                      | Norman Reynolds Leslie Dilley Michael Ford           | Ganador   |
| Premios Óscar                  | Mejores efectos visuales                     | Richard Edlund Kit West Bruce Nicholson Joe Johnston | Ganador   |
| Premios Óscar                  | Mejor edición de sonido                      | Michael Kahn                                         | Ganador   |
| Premios Óscar                  | Mejor sonido                                 | Bill Varney Steve Maslow Gregg Landaker Roy Charman  | Ganador   |
| Premios Óscar                  | Reconocimiento especial                      | Ben Burtt Richard L. Anderson                        | Ganador   |
| Premios Óscar                  | Mejor fotografía                             | Douglas Slocombe                                     | Candidato |
| Premios Óscar                  | Mejor director                               | Steven Spielberg                                     | Candidato |
| Premios Óscar                  | Mejor canción original                       | John Williams                                        | Candidato |
| Premios Óscar                  | Mejor película                               | Frank Marshall                                       | Candidato |
| Premios Saturn                 | Mejor actor                                  | Harrison Ford                                        | Ganador   |
| Premios Saturn                 | Mejor actriz                                 | Karen Allen                                          | Ganador   |
| Premios Saturn                 | Mejor director                               | Steven Spielberg                                     | Ganador   |
| Premios Saturn                 | Mejor película de fantasía                   | Raiders of the Lost Ark                              | Ganador   |
| Premios Saturn                 | Mejor música                                 | John Williams                                        | Ganador   |
| BAFTA                          | Mejor diseño de producción                   | Norman Reynolds                                      | Ganador   |
| BAFTA                          | Mejor película                               | Raiders of the Lost Ark                              | Candidato |
| Boston Society of Film Critics | Mejor director                               | Steven Spielberg                                     | Ganador   |
| Premios César                  | Mejor película extranjera                    | Steven Spielberg                                     | Candidato |
| Premios Hugo                   | Mejor presentación dramática                 | Raiders of the Lost Ark                              | Ganador   |
| Globos de oro                  | Mejor director                               | Steven Spielberg                                     | Candidato |
| Premios Grammy                 | Mejor banda sonora escrita para una película | John Williams                                        | Ganador   |

## Mercadotecnia
El único videojuego basado completamente en la película se distribuyó con el título de Raiders of the Lost Ark en 1982, distribuido por Atari para el sistema Atari 2600. En 1994, comenzó a comercializarse Indiana Jones' Greatest Adventures, desarrollado por LucasArts para la consola Super Nintendo que contiene secuencias basadas en algunas escenas de Raiders of the Lost Ark.
Otros juegos relacionados indirectamente con Raiders son Indiana Jones y la Máquina Infernal (Indy regresa a Perú para descubrir otro ídolo dorado en uno de los niveles, a partir de la narrativa descrita en la película) y Lego Indiana Jones: The Original Adventures.
Durante el estreno de la cinta, Kenner comenzó a vender su línea de muñecos a escala de Indiana Jones y en 1982 incluyó una serie de nueve figuras de acción basadas en los personajes de la película, junto a tres sets de juego, un tablero y algunos otros juguetes relacionados. En 1984 aparecieron versiones metalizadas de los protagonistas junto con un juego de rol, mientras que en 1995 Micro Machines estrenó una línea de vehículos inspirada directamente en los medios de transporte de la película. En 2008, con motivo del estreno de la película Indiana Jones y el reino de la calavera de cristal, Hasbro se encargó de la producción de las figuras de acción de la cuatrilogia.

### VHS y DVD
El largometraje fue lanzado a formato de vídeo VHS con los métodos Pan and scan y Laserdisc. En 1999 obtuvo un nuevo lanzamiento tras una remasterización en THX, en la que se incluyó una edición en pantalla ancha, bajo el nuevo título Indiana Jones and the Raiders of the Lost Ark, con el fin de relacionarlo con la precuela y su continuación; la cuarta película aún no comenzaba a producirse en ese entonces. En el mundo hispanohablante los títulos de esta edición fueron Indiana Jones y los cazadores del arca perdida (en México y Argentina) e Indiana Jones en busca del arca perdida (en España).
En 2003 la película se lanzó al mercado en formato DVD, en un paquete que incluye la trilogía original y que preservó a su vez el nuevo nombre respecto al usado durante la proyección original en salas de cine. Como detalle trivial, se eliminó digitalmente la escena en la que se apreciaba el reflejo del cristal, que separa a Indy de una cobra en el Pozo de las almas.
En 2008, debido al estreno de la cuarta entrega, se relanzó una comercialización de la trilogía que la había precedido. También, en octubre de 2008, se comercializó un compilatorio de discos DVD titulado Trilogy Complete que contiene la trilogía inicial además de la cuarta película.
En 2012, tras el lanzamiento de la saga de Star Wars en Blu-ray el año anterior, George Lucas decidió lanzar la saga de Indiana Jones en Blu-ray por las mismas fechas que Star Wars (septiembre). El lanzamiento sucedió el 18 de septiembre de ese año en Estados Unidos bajo el título Indiana Jones: The Complete Adventures un paquete de cinco discos que incluye las cuatro películas y un disco de siete horas de material adicional.

## Legado

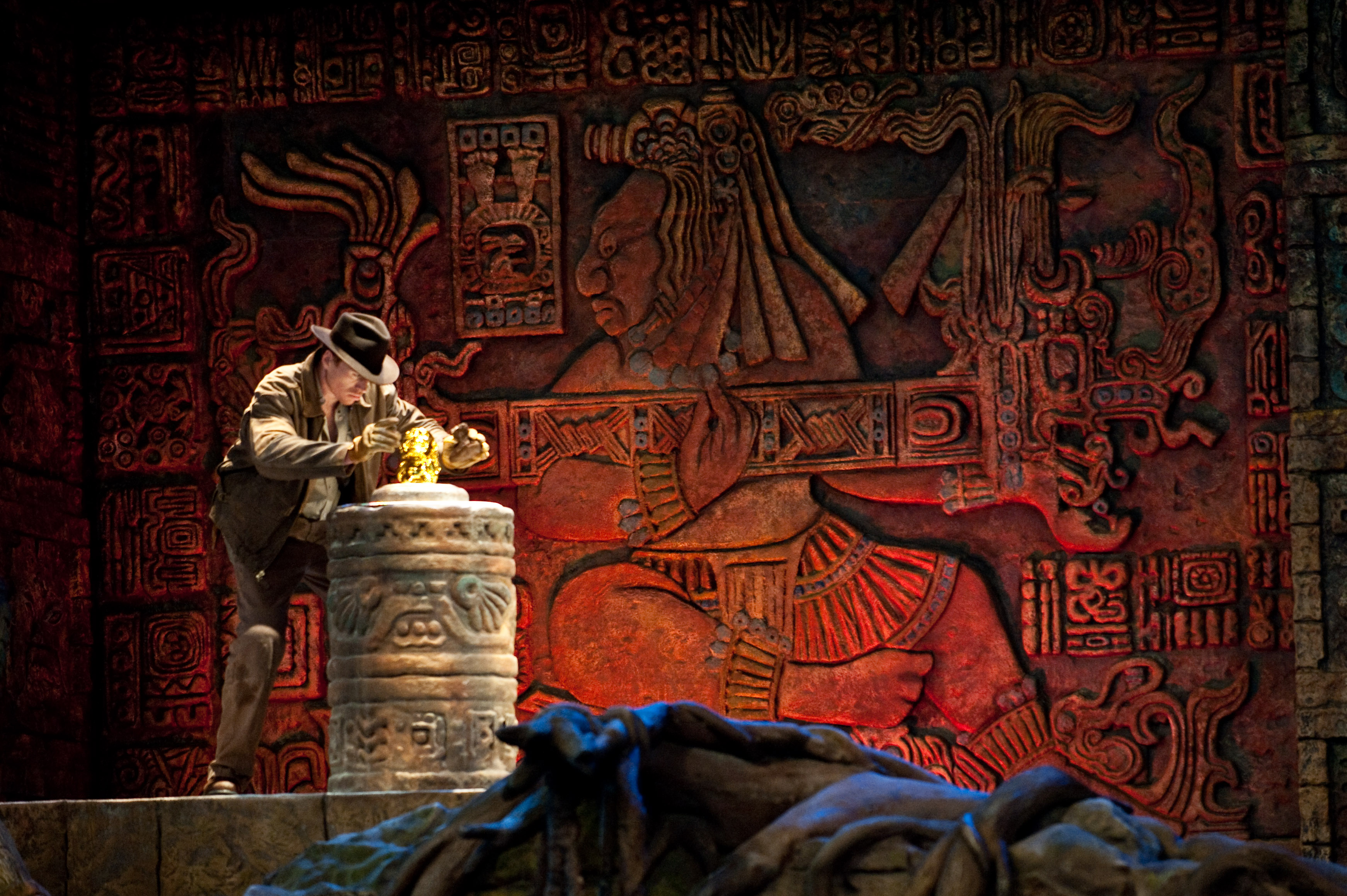
Recreación de una escena de Raiders of the Lost Ark en Disney's Hollywood Studios.

Debido al éxito conseguido por Raiders, Lucas y los demás productores de la película acordaron financiar una precuela (Indiana Jones and the Temple of Doom) y dos continuaciones (Indiana Jones y la última cruzada e Indiana Jones y el reino de la calavera de cristal) para el cine. En los años 1990, fue estrenada una serie de televisión (Las aventuras del joven Indiana Jones) basada en las primeras aventuras de Indiana Jones. Aunadas a ambos ámbitos existen numerosas líneas de publicaciones (novelas, historietas), así como algunos videojuegos inspirados en la misma temática.
En 1998, el American Film Institute la incluyó en su lista «AFI's 100 años... 100 películas», considerándola, en ese tiempo, como una de las diez mejores películas de suspense de la historia, e Indiana Jones fue catalogado como el segundo héroe más emotivo de todos los tiempos. Un año después, en 1999, la Biblioteca del Congreso de Estados Unidos eligió preservarla en la Filmoteca Nacional, clasificándola en la categoría de "cultural, histórica o estéticamente significativa".

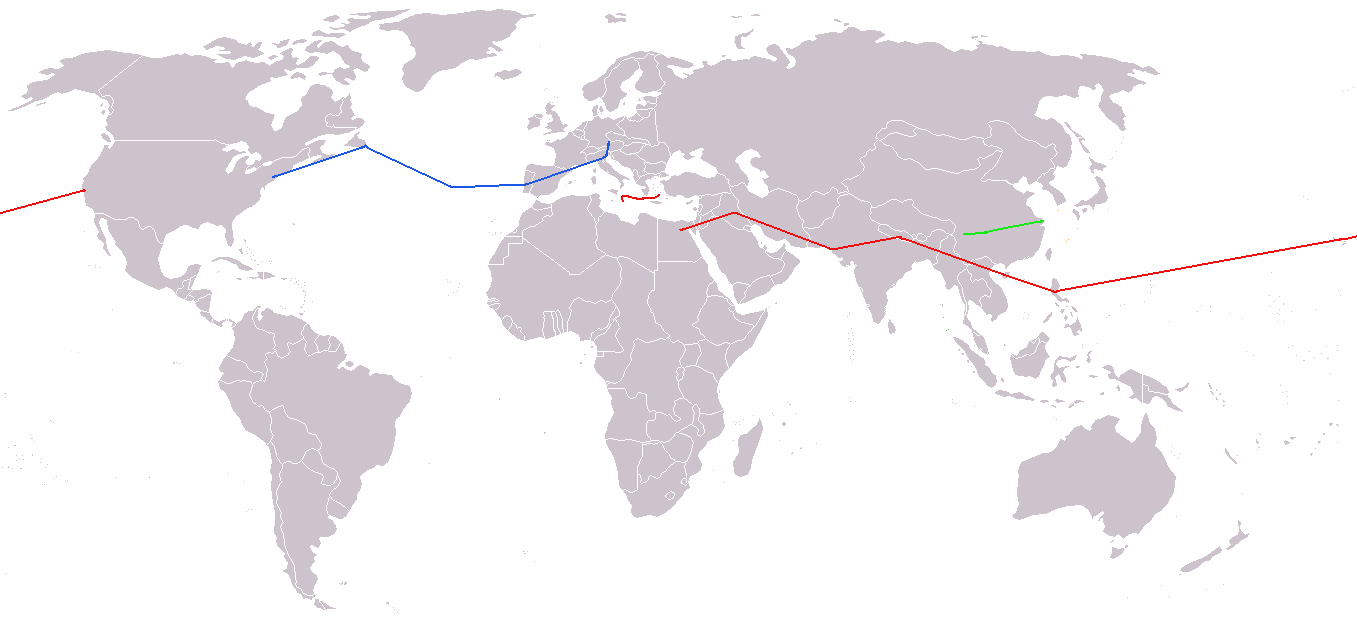
En este mapa pueden verse trazadas con líneas rojas las rutas por las que viajan los personajes de la película.

Al significar también la primera aparición de Indy en la cultura popular, Entertainment Weekly resaltó la importancia de esta en la serie, nombrando al personaje como uno de los tres héroes de acción favoritos de su editorial, agregando que «algunas de las escenas de acción más grandiosas del cine se hallan unidas como perlas en Raiders of the Lost Ark». De manera peculiar, en 1982, tres niños nativos de Ocean Springs, Misisipi —Chris Strompolos, Eric Zala y Jayson Lamb— comenzaron a filmar su adaptación casera de la película, titulando su proyecto como Raiders of the Lost Ark: The Adaptation. Durante siete años se prolongó su producción, finalizándola como jóvenes —la iniciaron a los doce años de edad—. Sin embargo, su película no fue descubierta hasta 2003  por Eli Roth, quien decidió mostrársela a Spielberg. Impresionado por la calidad de la misma, este felicitó personalmente a los muchachos añadiendo que le gustaría ver sus nombres en los créditos de alguna película comercial. Tiempo después, Scott Rudin y Paramount Pictures adquirieron los derechos sobre la vida del trío de chicos, con el objetivo de producir una cinta basada en sus aventuras durante la realización de su adaptación.
En 1997, The New York Times volvió a evaluar a Raiders. Su nueva crítica señaló que «probablemente la clasificación familiar G, para audiencias en general, estaría en riesgo tras la aparición de Raiders of the Lost Ark. Sea por accidente o estrategia, sus realizadores apostaron en la creación de una película de acción dirigida principalmente a adultos, pero también para niños». En 2005, los televidentes del Canal 4 de Reino Unido determinaron que esta es una de las mejores veinte películas familiares de la historia, considerando a Spielberg como uno de los mejores directores de todos los tiempos.